# Arctostaphylos mendocinoensis
Arctostaphylos mendocinoensis es una especie de Arctostaphylos.  Es endémica del condado de Mendocino, California y el condado de Sonoma, California , en donde se conoce de una sola población en los bosques pigmeos a lo largo de la costa. 

## Descripción
Es  un pequeño arbusto, que forma esteras y que crece en montículos bajos a menos de medio metro de altura. Tiene, corteza y las cerdas a lo largo de sus ramas más pequeñas son de color rojo. Las hojas son de color verde oscuro, brillantes, convexas y sin pelos, y rara vez de más de un centímetro de largo. La inflorescencia es un racimo denso de flores en forma de urna con cuatro pequeños lóbulos. El fruto es una drupa cilíndrica de sólo unos pocos milímetros de longitud, que contiene cuatro semillas diminutas.[cita requerida]

## Taxonomía
Arctostaphylos mendocinoensis fue descrita por Philipp Vincent Wells y publicado en Four Seasons 8(3): 30–34, f. 2. 1989.  
Etimología:  Arctostaphylos es el nombre genérico que deriva de las palabras griegas arktos =  oso y staphule = racimo de uvas, en referencia al nombre común de las especies conocidas  y tal vez también en alusión a los osos que se alimentan de los frutos de uva.
Mendocinoensis; epíteto geográfico que alude a su localización en el Condado de Mendocino.
Sinonimia: Arctostaphylos nummularia subsp. mendocinoensis (P.V.Wells) V.T.Parker, M.C.Vasey & J.E.Keeley